# Spirostreptus horridulus
Spirostreptus horridulus är en mångfotingart som beskrevs av Karsch. Spirostreptus horridulus ingår i släktet Spirostreptus och familjen Spirostreptidae. Inga underarter finns listade i Catalogue of Life.